# Comuna Cepelare, Smolean
Cepelare (în bulgară Чепеларе) este o comună în regiunea Smolean, Bulgaria, formată din orașul Cepelare și satele Bogutevo, Hvoina, Lilekovo, Malevo, Orehovo, Ostrița, Pavelsko, Progled, Studeneț, Zabărdo și Zornița. 

## Demografie
Componența etnică a comunei Cepelare
     Bulgari (83,75%)
     Nicio identificare (15,86%)
     Altele (1,33%)
La recensământul din 2011, populația comunei Cepelare era de 7.720 locuitori. Din punct de vedere etnic, majoritatea locuitorilor (83,75%) erau bulgari. Pentru 15,86% din locuitori nu este cunoscută apartenența etnică.